# نظریه بازی کوانتومی
نظریه بازی کوانتومی یکی از گسترش‌های نظریه بازی کلاسیک در زمینه کوانتومی است. این نظریه از سه جهت با نظریه کلاسیک تفاوت دارد:
1. منطبق‌شدن با حالات اولیه
2. درهم‌تنیدگی کوانتمی حالات اولیه
3. برهم‌نهی استراتژِی‌ها در حالات اولیه

## منطبق شدن با حالات اولیه
اطلاعاتی که در طول یک بازی جابه‌جا می‌شوند و اتفاق می‌افتند می‌توانند به صورت یک فرایند فیزیکی نمایش داده شوند. در حالت ساده از بازی‌های دونفره کلاسیک که هر بازیکن می‌تواند دو استراتژِی داشته باشد، هر بازیکن می‌تواند با استفاده از یک بیت می‌تواند استراتژی خود را بیان کند. یک بازی معروف در این زمینه معمای زندانیان است که هر کدام از مجرمین می‌تواند با پنهان کردن اطلاعات یا گفتن اطلاعات در مورد مجرم یکی از حالت‌های اعتراف کردن یا عدم همکاری را انتخاب کند. در مدل کوانتمی بازی بیت‌ها با کیوبیت جایگزین شده‌است که برهم‌نهی کوانتمی برای دو یا تعدادی بیشتر حالت به حساب می‌آید.
در حالت که بازی به صورت دو استراتژِی باشد، می‌تواند با استفاده از موجودی شبیه به الکترون که منطبق با حالت چرخشی است (که اساس حالت ۰/۵- و ۰/۵ چرخش در حالت کوانتمی است) به صورت فیزیکی اجرا و پیاده‌سازی شود. هر حالت چرخشی می‌تواند دو استراتژِی در دسترس بازیکنان را نشان دهد. وقتی که اندازه‌گیری بر روی الکترون انجام می‌شود، بروی روی یکی از حالات پایه سقوط می‌کند بنابراین استراتژی مورد استفاده توسط بازیکن را مشخص می‌کند.

## حالات اولیه در هم تنیده
مجموعه‌ای از کیوبیت‌ها که در ابتدا به هر یک از بازیکنان ارائه شده (که برای تشخیص استراتژی انتخابی آن‌ها به‌کار می‌رود) ممکن است درهم‌تنیده باشند. به عنوان مثال، یک جفت کیوبیت درهم‌تنیده نشان می‌دهد که بر روی یکی از کیوبیت‌ها یک عملیات انجام شده و بر روی کیوبیت‌های دیگر نیز تأثیر می‌گذارد، بنابراین تغییرات احتمالی بازی را تغییر می‌دهد.

## برهم نهی استراتژی‌ها در حالات اولیه
کار هر بازیکن در بازی انتخاب یک استراتژِی است. از لحاظ بیت این به این معنی است که بازیکن یا باید بیت فعلی را تغییر دهد یا آن را دست‌نخورده باقی بگذارد. وقتی که این به دامنه کوانتمی گسترش پیدا می‌کند به صورت ضمنی این را می‌رساند که بازیکن می‌تواند کیوبیت را به حالت جدیدی بچرخاند؛ بنابراین تغییر دامنه احتمالات هر یک از حالت‌های پایه را تغییر می‌دهد. چنین عملیاتی برای یکپارچه‌سازی حالت اولیه کیوبیت‌ها لازم است. این تفاوت اصلی بین روش انتخاب استراتژِی در حالت کلاسیک با در نظر گرفتن بعضی از احتمالات آماری است.

## بازی‌های چند نفره
با استفاده از اطلاعات کوانتومی در بازی‌های چند نفره می‌توان نوع جدیدی از استراتژی تعادلی که در بازی‌های کلاسیک یافت نمی‌شود را تعریف کرد. درهم‌تنیدگی انتخاب بازیکنان می‌تواند همانند یک قرارداد مانع سود بردن برخی بازیکنان از خیانت دیگر بازیکنان شود.

## سنجش کامپیوترهای کوآنتومی
چند سالی است که کامپیوترهای کوآنتومی از یک طرح و ایده تبدیل به یک واقعیت شده‌اند. اما این کامپیوترها هنوز مشکلات بسیاری دارند و نیاز دارند تا بهینه‌سازی گردند. در این میان استفاده از برنامه‌ها و الگوریتم‌هایی که بتواند بیشینهٔ منابع این کامپیوترها را به کار گیرد و توانمندی واقعی آنها را به نمایش گذارد ضرورت دارد. بازی‌های کوآنتومی یکی از ابزارهایی هستند که می‌توانند برای این کار مورد استفاده قرار گیرند.